# Bacchisa fortunei flavicornis
Bacchisa fortunei flavicornis es una subespecie de escarabajo longicornio del género Bacchisa, tribu Astathini, subfamilia Lamiinae. Fue descrita científicamente por Kano en 1933.

## Descripción
Mide 9-11 milímetros de longitud.

## Distribución
Se distribuye por China.